# Mikael Eklund
Mikael Eklund (* 14. September 1981) ist ein schwedischer Fußballspieler. Der Abwehrspieler gewann mit Kalmar FF jeweils einmal die schwedische Meisterschaft und den Svenska Cupen.

## Werdegang
Eklund begann mit dem Fußballspielen bei Forssa BK. 2000 wechselte er zu IK Brage. Für den Klub lief er in der Superettan auf. Nachdem die Mannschaft am Ende der Spielzeit 2002 als Drittletzte in die Drittklassigkeit absteigen musste, verließ er den Klub. Dennoch kam er nach Saisonende am 20. November 2002 zu seinem einzigen Einsatz für die schwedische U21-Auswahl, als sich diese mit einem 1:1-Unentschieden von der tschechischen Juniorennationalmannschaft trennte.
Neuer Arbeitgeber Eklunds wurde Kalmar FF. Für den Erstligaabsteiger kam er in seiner ersten Saison in 28 der 30 Saisonspiele zum Einsatz. Nachdem er in den folgenden beiden Spielzeiten verletzungsbedingt kaum zum Einsatz gekommen war, konnte er sich im Laufe der Spielzeit 2006 einen Stammplatz erobern. In der folgenden Spielzeit erreichte er mit der Mannschaft den Vizemeistertitel hinter IFK Göteborg und erreichte das Pokalfinale. Dort spielte er durch und feierte nach Toren von César Santin, der zweimal traf, und Patrik Ingelsten den Pokalgewinn. In der Spielzeit 2008 dominierte er mit seiner Mannschaft die Liga und wurde schwedischer Meister. Das Double verpasste der Klub durch eine Niederlage im Pokalfinale gegen IFK Göteborg, bei der Eklund nicht mitwirkte. In der folgenden Spielzeit zog er sich zum zweiten Mal in seiner Karriere einen Kreuzbandschaden zu. Daher kam er nur noch zu einem Spieleinsatz, so dass sein auslaufender Vertrag nicht verlängert wurde.
Im Dezember 2009 gab Assyriska Föreningen seinen Wechsel in die Superettan bekannt. Beim Zweitligisten unterschrieb er einen Vertrag für die Spielzeit 2010. Im Auftaktspiel gegen den FC Trollhättan verletzte er sich erneut am Kreuzband und zog sich zudem einen Meniskusschaden zu. Im Anschluss blieb er im weiteren Saisonverlauf ohne Einsatz. Im November kehrte er dem Klub den Rücken und ging zum Ligakonkurrenten IK Brage, bei dem er aufgrund seiner Verletzungsvorgeschichte einen Probevertrag bis zum Ende der Wintertransferperiode Ende März unterzeichnete. Letztlich blieb er bei dem Verein und kam verletzungsbedingt zu 15 Ligaeinsätzen für den Klub. Dennoch verlängerte er im Dezember seinen Vertrag um ein weiteres Jahr.